# مادان لل
مادان لل (انگلیسی: Madan Lal؛ زادهٔ ۲۰ مارس ۱۹۵۱) بازیکن کریکت اهل هند است.
از باشگاه‌هایی که در آن بازی کرده‌است می‌توان به تیم کریکت یونجاب و تیم کریکت دهلی اشاره کرد.